# ريكاردو فرنانديز
ريكاردو فرنانديز (بالإسبانية: Ricardo Fernández Lizarte)‏ (26 مايو 1975 أندورا - ) هو لاعب كرة قدم إسباني، يلعب كحارس مرمى.

## روابط خارجية
- ريكاردو فرنانديز على موقع الاتحاد الأوربي (الإنجليزية)
- ريكاردو فرنانديز على موقع قاعدة بيانات كرة القدم.إي يو (الإنجليزية)
- ريكاردو فرنانديز على موقع Soccerway.com (الإنجليزية)
- ريكاردو فرنانديز على موقع عالم كرة القدم.نت (الإنجليزية)